# Erna Auerbach
Erna Auerbach (ur. 1 października 1897 we Frankfurcie nad Menem, zm. 23 czerwca 1975 w Londynie) – wykładowczyni, malarka i historyczka sztuki pochodzenia żydowskiego, znana szczególnie z publikacji poświęconych artystom epoki Tudorów i Nicholasowi Hilliardowi. Do lat trzydziestych XX w. mieszkała w Niemczech, następnie wyemigrowała do Anglii.

## Życiorys

### Rodzina i pochodzenie
Córka malarki Emmy Kehrmann (1867-1958) i Ernsta Auerbacha (1861-1926), prawnika i lokalnego polityka. Jej siostrą była Ilse Schmitthoff, szwagrem zaś Clive M. Schmitthoff. Urodziła się w Niemczech, w rodzinie pochodzenia żydowskiego.

### Aktywność na polu historii sztuki (w okresie przed emigracją)
W latach 1917–1924 studiowała historię sztuki we Frankfurcie nad Menem, Bonn i Monachium, pod kierunkiem Rudolfa Kautzscha i Heinricha Wölfflina. Jej dysertacja z 1925 była poświęcona XVI-wiecznej niemieckiej sztuce portretu z regionów Frankonii, Szwabii i Bawarii. W latach 1925–1933 nauczała we Frankfurter Volksbildungsheim. Publikowała artykuły z zakresu historii sztuki w czasopismach branżowych, szczególnie w Kunstwanderer.

### Twórczość malarska (w okresie przed emigracją)
Od 1928 do 1930 kształciła się jako malarka, uczęszczając do frankfurckiej Kunstgewerbeschule oraz pobierając prywatne lekcje pod kierunkiem Williego Baumeistera. Używane przez nią techniki malarskie to akwarela oraz malarstwo olejne. Tworzyła portrety, martwe natury, pejzaże. Wystawy indywidualne jej dzieł zorganizowano w Schemes Gallery (1925) oraz we Frankfurter Kunstverein (1931). Prace Auerbach były również prezentowane na licznych wystawach zbiorowych, m.in. „Frauen von Frauen dargestellt” w 1930.

### Represje, emigracja i wojna
W okresie narodowego socjalizmu w Niemczech aktywność naukowa i twórcza Auerbach była ograniczana. Zabroniono jej udziału w wystawach, prowadzenia wykładów, druku pracy doktorskiej, a nawet malowania. W 1933 roku artystka emigrowała wraz z siostrą do Londynu. W 1936 została jedną z pierwszych osób zatrudnionych w galerii sztuki Ben Uri. Podczas II wojny światowej służyła w Women’s Voluntary Service. Po zniszczeniu jej pracowni malarskiej w wyniku bombardowań zajmowała się produkcją pocztówek i kartek świątecznych dla Favil Press, podobnie jak inni artyści-migranci.

### Aktywność na polu historii sztuki (w okresie po emigracji)
Po wojnie podjęła studia z zakresu historii sztuki na Courtauld Institute of Art w Londynie. Ukończyła je w 1950, specjalizując się w artystach z epoki Tudorów. Obroniła kolejną dysertację, poświęconą patronatowi sztuki i malarstwu w XVI-wiecznej Anglii. Praca ta stanowiła podstawę jej pierwszej opublikowanej książki pt. Tudor Artists: A Study of Painters in the Royal Service and of Portraiture on Illuminated Documents from the Accession of Henry VIII to the Death of Elizabeth I. W latach 1947–1975 była wizytującą wykładowczynią w National Gallery oraz w londyńskim Polytechnic Institute. Wykładała także w Metropolitan Museum w Nowym Jorku (1970-75) i innych instytucjach. Publikowała artykuły na temat portretów i manuskryptów z epoki Tudorów w prestiżowych czasopismach, m.in.: The Burlington Magazine, Apollo i The Connoisseur. Przygotowywała wykłady dotyczące sztuki dla BBC.

### Twórczość malarska (w okresie po emigracji)
Od lat 30. do 70. XX w. prace Auerbach były prezentowane na licznych wystawach sztuki, m.in. w Royal Academy of Arts.

## Wybrane wystawy malarstwa
Poniżej przedstawiono wybór wystaw dzieł malarskich E. Auerbach:
- Flower Paintings of the World of Augustibe Gall, Holt, Norfolk (1971),
- Ben Uri Picture Fair (1961, 1968),
- Contemporary Jewish Artists Exhibition of Paintings, Sculpture, Drawings, Ben Uri Art Gallery (1949),
- Spring Exhibition by Contemporary Jewish Artists, Ben Uri Art Gallery (1948),
- Exhibition of Painting and Sculpture by Contemporary Jewish Artists, Ben Uri Art Gallery (1946),
- Autumn Exhibition of Paintings, Sculptures and Drawings by Contemporary Jewish Artists, Ben Uri Art Gallery (1945),
- Exhibition of Portraits by Contemporary Jewish Artists, Ben Uri Art Gallery (1945),
- Arcade Gallery (1945),
- Summer Exhibition of Paintings, Sculpture and Drawings by Contemporary Artists, Ben Uri Art Gallery (1944),
- Leicester Galleries (1944),
- Royal Academy of Arts (1943),
- Exhibition of 20th Century German Art, Royal Academy of Arts (1938),
- Solo Show, Brook Street Gallery, London (1938),
- Annual Exhibition of Works by Jewish Artists, Ben Uri Jewish Art Gallery (1936),
- German Jewish Artiststs’ Work, Parson Gallery, London (1936),
- Annual Exhibition of Works by Jewish Artists, Ben Uri Jewish Art Gallery (1935),
- Frankfurter Kunstverein (1931),
- Schemes Gallery (1925).

## Wybrane publikacje z dziedziny historii sztuki
Poniżej przedstawiono wybór publikacji E. Auerbach:
- Tudor Artists: A Study of Painters in the Royal Service and of Portraiture on Illuminated Documents from the Accession of Henry VIII to the Death of Elizabeth I, University of London, Athlone Press, 1954[10],
- Nicholas Hilliard, Routledge & Kegan Paul, 1961[11],
- Paintings and sculpture at Hatfield House, Constable, 1971, ISBN 978-0094576407 (współautorstwo: C. Kingsley Adams)[12].